# Linia kolejowa Padova – Bologna
Linia kolejowa Padwa-Bolonia – państwowa włoska linia kolejowa łącząca Padwę z Bolonią, przez Rovigo i Ferrarę.
Infrastruktura jest zarządzana przez RFI SpA, która obsługuje również inne włoskie magistrale. Jest to linia dwutorowa o standardowym rozstawie 1435 mm i zelektryfikowana napięciem 3000 V prądu stałego.
Ruch pasażerski jest obsługiwany przez Trenitalia.